# I liga seria A polska w piłce siatkowej mężczyzn (1999/2000)
I liga seria A polska w piłce siatkowej mężczyzn 1999/2000 − 64. edycja rozgrywek o mistrzostwo Polski w piłce siatkowej mężczyzn.
Związku z wprowadzeniem od następnego sezonu ligi zawodowej, 9 najlepszych zespołów przeszło do Polskiej Ligi Siatkówki, a ostatnie 3 do I ligi serii B.

## Drużyny uczestniczące
| | I liga seria A 1999/2000         |    |      |
| --- | -------------------------------- | -- | ---- |
| CZE | Galaxia AZS Częstochowa          | 1  | PEMK |
| KED | Mostostal-Azoty Kędzierzyn-Koźle | 2  | CEV  |
| GOR | Stilon Gorzów Wielkopolski       | 3  |      |
| SZC | Bosman Morze Szczecin            | 4  |      |
| RAD | Warka Strong Czarni Radom        | 5  | PEZP |
| NYS | Citroën Stal Hochland Nysa       | 6  |      |
| JAS | Jastrzębie Borynia               | 7  |      |
| SOS | Kazimierz Płomień Sosnowiec      | 8  |      |
| LEG | Legia Warszawa                   | 9  |      |
| RDL | Górnik Radlin                    | 10 |      |
| | Awans z serii B                  |    |      |
| OLS | Indykpol AZS Olsztyn             | 1  |      |
| BEŁ | Skra Bełchatów                   | 2  |      |
| Oznaczenia: - kolumna pierwsza – skróty nazw drużyn wpisane na mapie (jeśli ta została zamieszczona), - kolumna trzecia – miejsce zajęte przez daną drużynę w poprzednim sezonie. |                                  |    |      |

## Klasyfikacja końcowa
| Miejsce | Drużyna                          |
| ------- | -------------------------------- |
| 1       | Mostostal-Azoty Kędzierzyn-Koźle |
| 2       | Stilon Gorzów Wielkopolski       |
| 3       | Galaxia AZS Częstochowa          |
| 4       | Kazimierz Płomień Sosnowiec      |
| 5       | Jastrzębie Borynia               |
| 6       | Bosman Morze Szczecin            |
| 7       | Warka Strong Czarni Radom        |
| 8       | Indykpol AZS Olsztyn             |
| 9       | Citroën Stal Hochland Nysa       |
| 10      | Legia Warszawa                   |
| 11      | Górnik Radlin                    |
| 12      | Skra Bełchatów                   |

     Liga Mistrzów 2000/2001
     Puchar Top Teams 2000/2001
     Puchar CEV 2000/2001
     spadek do serii B